# Dak van de parkeergarage van Stibbe
Het Dak van de parkeergarage van Stibbe is een kunstwerk in Amsterdam-Zuid. Het is een voorbeeld van toegepaste kunst.
Het advocatenkantoor Stibbe verhuisde midden jaren tien van de 21e eeuw vanuit gebouw De Tweeling (ook wel StibbeTorens) naar nieuwbouw aan het Beethovenplein. Om die verhuizing mogelijk te maken moest er achter het nieuwe gebouw een ondergrondse parkeergarage worden gebouwd. De bouwer Dura Vermeer gaf vervolgens samen met architectenbureau Group A aan kunstenaar Steven Aalders de opdracht een entree te ontwerpen voor die parkeergarage. 
Het door Aalders ontworpen polyester dak van het liftgebouwtje bestaat uit een kunstwerk van 8,5 bij 3,0 bij 4,8 meter. Het gewicht is 3000 kilo. Het dak vouwt zich als het ware om het boven het maaiveld stekende deel van de liftkoker heen. Het gevaarte werd na een productieproces van twee maanden in Dedemsvaart op 25/26 maart 2015 op een dieplader naar Amsterdam getransporteerd. Ondanks haar grootte hoefden er geen extra maatregelen getroffen te worden, zoals het weghalen van verkeersborden etc. Wel nam het transport de breedte van twee rijstroken in beslag.
Het kunstwerk lijkt op een driedimensionale weergave van zijn Aalders' schilderij Cardinal points uit 2009/2010. De kleurige strepen op wit/lichtgrijs vlak doen denken aan een kruising van De Stijl (met inspirator Piet Mondriaan) en minimal art. Een voor wat betreft stijl overeenkomstig werk is te zien bij de Bloedtransfusiedienst in Edinburgh. 

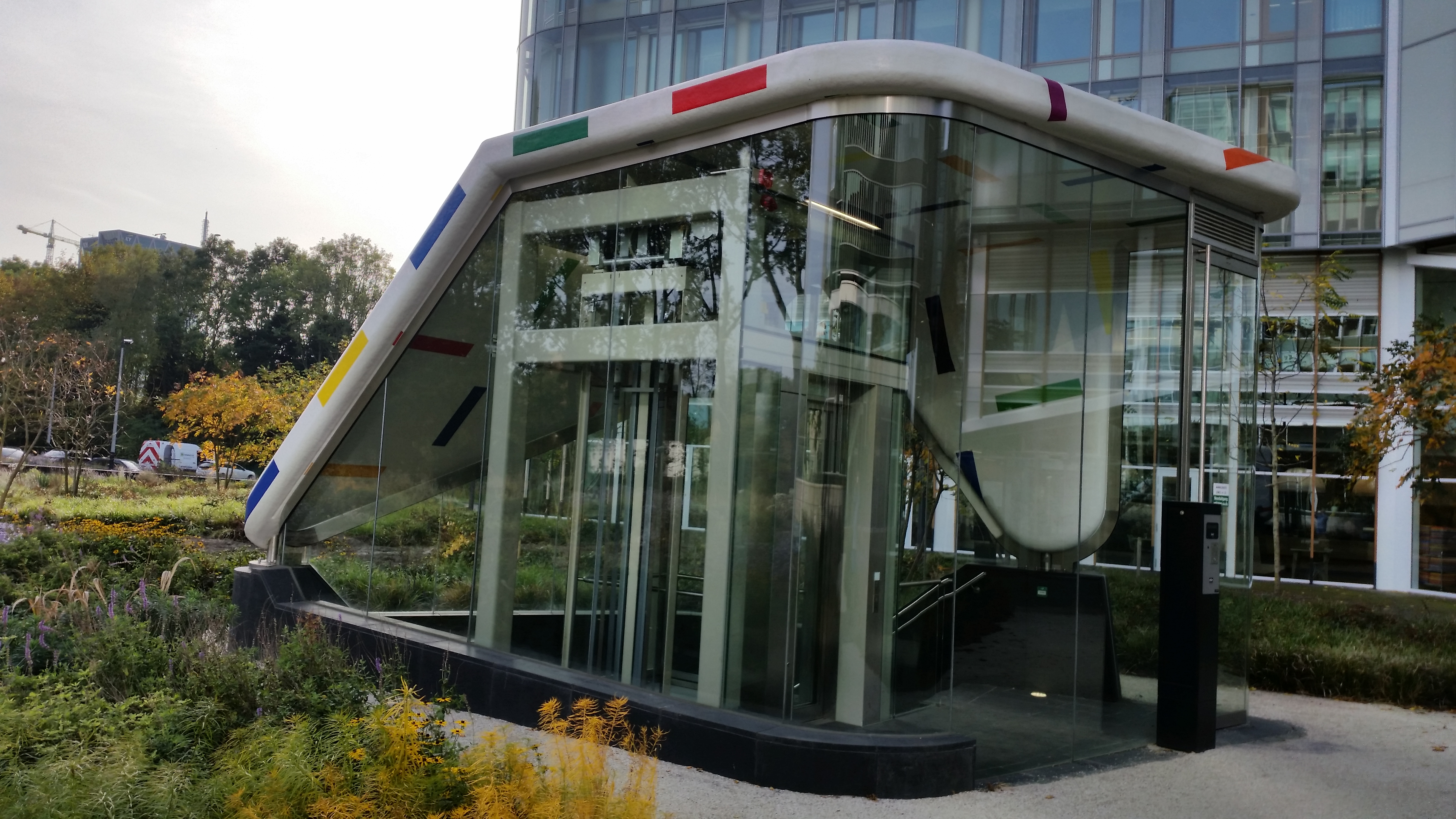
Lifthuis (oktober 2018)